# Heiner Dopp
Heiner Dopp, född den 27 juni 1956 i Bad Dürkheim, Tyskland, är en västtysk landhockeyspelare.
Han tog OS-silver i herrarnas landhockeyturnering i samband med de olympiska landhockeytävlingarna 1984 i Los Angeles.
Han tog OS-silver i herrarnas landhockeyturnering i samband med de olympiska landhockeytävlingarna 1988 i Seoul.